# HK Spišská Nová Ves
A HK Spišská Nová Ves egy szlovák jégkorongcsapat a szlovákiai Iglón. A csapat a szlovák Tipsport liga keleti konferenciájában játszik. A csapat beceneve a Novejša, illetve a Rysov, ami magyarul hiúzokat jelent.

## Története
A csapatot 1932-ben alapították.

### Korábban használt nevek
- 1932 - AC Spišská Nová Ves
- 1950 - Lokomotíva Spišská Nová Ves
- 1964 - Lokomotíva - Bane Spišská Nová Ves
- 1973 - Železničiar - Stavbár Spišská Nová Ves
- 1982 - Geológ - Stavbár Spišská Nová Ves
- 1988 - Štart Spišská Nová Ves
- 1992 - HK VTJ Spišská Nová Ves
- 2002 - HK Spišská Nová Ves
- 2009 - HK Noves okná Spišská Nová Ves
- 2010 - HK Spišská Nová Ves

## Helyezések

### Csehszlovákia
1. slovenská národná hokejová liga - 13 szezon
- 2. hely: 1990/91
- 3. hely: 1991/92
- 6. hely: 1992/93
- 7. hely: 1978/79
- 8. hely: 1977/78
- 9. hely: 1980/81, 1981/82
- 10. hely: 1989/90
- 11. hely: 1973/74,1976/77, 1979/80
- 12. hely: 1974/75, 1982/83

2. slovenská národná hokejová liga - 11 szezon
- 1. hely: 1972/73, 1975/76, 1984/85, 1985/86, 1986/87, 1987/88, 1988/89
- 2. hely: 1970/71, 1971/72, 1983/84
- 6. hely: 1968/69

Krajské Majstrovstvá SSR - 1 szezon
- 1. hely: 1969/70

### Szlovákia
Szlovák Extraliga - 11 szezon
- 2. hely: 2023/24
- 3. hely: 2022/23
- 7. hely: 1993/94, 1996/97
- 8. hely: 1997/98, 1998/99, 1999/00
- 9. hely: 2021/22
- 10. hely: 1994/95, 2002/03
- 11. hely: 2009/10

Slovenská hokejová liga - 20 szezon
- 1. hely: 1995/96, 2001/02, 2008/09, 2020/21
- 2. hely: 2006/07, 2007/08, 2014/15
- 3. hely: 2010/11
- 4. hely: 2000/01
- 5. hely: 2005/06
- 6. hely: 2003/04, 2004/05, 2011/12, 2012/13, 2016/17, 2019/20
- 7. hely: 2017/18
- 8. hely: 2013/14, 2018/19
- 9. hely: 2015/16

## Statisztikák

### Tipos Extraliga
| Főszezon | Főszezon | Főszezon | Főszezon | Főszezon | Főszezon | Főszezon | Főszezon | Főszezon | Rájátszás    | Rájátszás                                                                                        | Rájátszás                                                                                        | Rájátszás                                                                                        |
| Szezon   | LM       | GY       | GY. H.   | V. H.    | V        | G        | P        | Helyezés | Kvalifikáció | Negyeddöntő                                                                                      | Elődöntő                                                                                         | Döntő                                                                                            |
| -------- | -------- | -------- | -------- | -------- | -------- | -------- | -------- | -------- | ------------ | ------------------------------------------------------------------------------------------------ | ------------------------------------------------------------------------------------------------ | ------------------------------------------------------------------------------------------------ |
| 2021–22  | 50       | 19       | 3        | 7        | 21       | 131:137  | 70       | 7.       | -            | Nem jutott be a rájátszásba, a kvalifikációs fordulóban veszített a HC GROTTO Prešov ellen (0-3) | Nem jutott be a rájátszásba, a kvalifikációs fordulóban veszített a HC GROTTO Prešov ellen (0-3) | Nem jutott be a rájátszásba, a kvalifikációs fordulóban veszített a HC GROTTO Prešov ellen (0-3) |
| 2022–23  | 50       | 21       | 3        | 10       | 16       | 146:144  | 79       | 5.       | -            | Győzelem a HC ’05 Banská Bystrica ellen (4-3)                                                    | Vereség a HKM Zvolen ellen (3-4)                                                                 | -                                                                                                |
| 2023–24  | 50       | 24       | 6        | 3        | 17       | 163:138  | 87       | 3.       | -            | Győzelem a HC ’05 Banská Bystrica ellen (4-0)                                                    | Győzelem a HC Košice ellen (4-3)                                                                 | Vereség a HK Nitra ellen (0-4)                                                                   |
| 2024–25  | 54       | 27       | 9        | 5        | 13       | 173:152  | 104      | 1.       | -            | Vereség a HKM Zvolen ellen (2-4)                                                                 | -                                                                                                | -                                                                                                |

## Játékoskeret

### Vezetőedzők
- Miroslav Mosnár (2022-2024)[2]
- Vlastimil Wojnar (2024-2024)[3]
- Jason O´Leary (2024-napjainkig)[1]

## Kabala
A csapat kabalaállata egy hiúz.

## Nézettség
| Szezon  | Átlagos nézőszám | Helyezés a ligában |
| ------- | ---------------- | ------------------ |
| 2022–23 | 2 755            | 2.                 |
| 2023–24 | 3 128            | 3.                 |
| 2024–25 | 2804             | 4.                 |

## Jégcsarnok

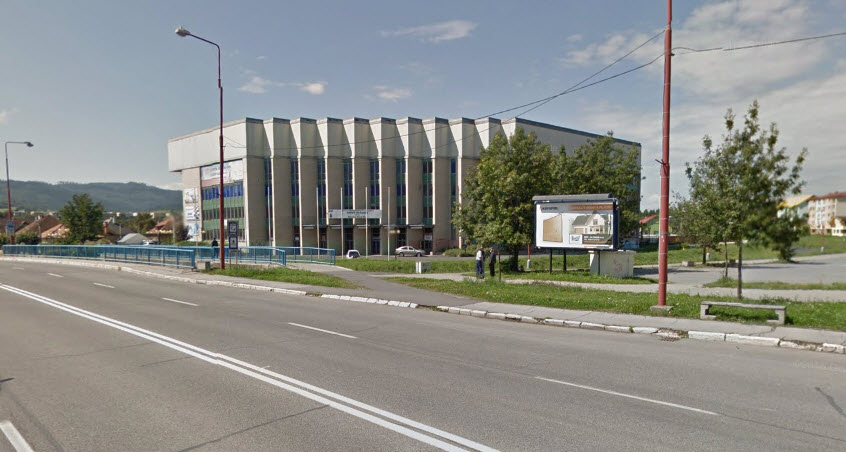
Az iglói Spiš Aréna

A csapat jelenleg használt jégcsarnoka a Spiš Aréna , ami 4 300 fő befogadására alkalmas. A csarnokot 1982-ben adták át. A jégcsarnokban játszik a HC OSY Spišská Nová Ves női jégkorongcsapat is.

## Rivalizálások

#### HK Poprád
A poprádi és az iglói csapat rivalizálása a földrajzi közelségükből fakad, és hogy a két város a Szepesség két legnépesebb települése, emiatt is nevezik spišské derby-nek (magyarul: szepesi rangadó). Az iglói csapat a 2000-es és 2010-es években általában hiányzott az első osztályból, de 2021-től újból tagja a ligának.